# 오석준 (가수)
오석준(1966년 6월 29일 ~)은 대한민국의 작곡가이자 가수이다. 1988년에 1집 앨범 《Dream and Love》로 데뷔하였다. 대표곡은 `꿈을 찾아서`, `우리들이 함께 있는 밤`, `웃어요` 등이 있으며 1989년 장필순, 박정운과 함께 영화 굿모닝 대통령에 삽입되었던 곡인 `내일이 찾아오면`을 부르기도 하였고, 광복절 밴드의 일원으로 활동하여 영화《광복절 특사》의 영화 음악을 담당하기도 했다. 또 그는 보컬 그룹 가로와 세로, 카인의 후예의 멤버로 활동하기도 하였다.

## 앨범
- 1집 《Dream and Love 1st》(1988년)
- 2집 《내일일기 2nd》(1990년)
- 3집 《Change 3rd》(1991년)
- 4집 《Days 4th》(1993년)
- 5집 《Stay 5th》(1995년)
- 6집 《Nude -Best album-》(1996년)

## 작사 및 작곡 활동
류 - 처음부터 지금까지 드라마 '겨울연가' 주제가
조용필 - 그 또한 내삶인데
배기성 - 오늘도 참는다
박완규 - 남겨진 날들 
강현수 - 쿠데타
신효범 - 조금만 더 가까이 와 봐

안재욱 - Baddest
1. 이지훈 - Oh Destiny
2. 이지훈 - 너를 지켜줄게 (Duet with 양파)
3. 박기영 - 너에게
4. 박기영 - 시작
5. 리아 - 눈물
6. 조이락 - 후회
7. 브라운아이드걸스 - 독한 사랑

## 인간 관계
- 같은 세대 팝 발라드 가수들인 박정운, 조정현, 최용준, 김민우, 박정수와 절친한 친구 관계이다.